# Quận Weld, Colorado
Quận Weld là một quận thuộc tiểu bang Colorado, Hoa Kỳ.
Quận này được đặt tên theo. Theo điều tra dân số của Cục điều tra dân số Hoa Kỳ năm 2000, quận có dân số 180.936 người, ước tính năm 2006 dân số là 236.857 người. Quận lỵ đóng ở Greeley.

## Địa lý
Theo Cục điều tra dân số Hoa Kỳ, quận có diện tích 10.417 km2, trong đó có 75 km2 là diện tích mặt nước.

## Thành phố và thị trấn

### Thành phố
- Brighton‡
- Dacono
- Evans
- Fort Lupton
- Greeley
- Longmont‡
- Northglenn‡
- Thornton‡

### Thị trấn, thị trấn
- Ault
- Berthoud ‡
- Eaton
- Erie‡
- Firestone
- Frederick
- Garden City
- Gilcrest
- Grover
- Hudson
- Johnstown‡
- Keenesburg
- Kersey
- La Salle
- Lochbuie‡
- Lucerne
- Mead
- Milliken
- Nunn
- Pierce
- Platteville
- Raymer
- Severance
- Windsor‡

### CDP
- Aristocrat Ranchettes

### Cộng đồng không hợp nhất
- Briggsdale
- Carr
- Dearfield
- Galeton
- Gill
- Hereford
- Keota
- Roggen
- Stoneham
- Tampa
- Wattenburg